# Battaglia senza lacrime
La battaglia senza lacrime fu uno scontro svoltosi nel 368 a.C. in Arcadia, al confine tra le terre di Medea e di Eutresia, nel generale contesto dell'egemonia tebana sull'Antica Grecia (371–362 a.C.) e della guerra tebano-spartana (378–362 a.C.), che vide scontrarsi le forze della Lega arcadica (in realtà una terza forza avversaria degli Spartani tanto quanto dei Tebani) e di Sparta, guidate dal generale Archidamo. Stando alla testimonianza di Senofonte, la scontro si risolse alla prima carica degli spartani: gli arcadi-argivi ruppero le linee non appena raggiunti dai nemici e si diedero alla fuga, venendo massacrati. L'assenza di vittime tra gli spartani, doppiamente importante per la polis peloponnesiaca dopo il disastro militare e psicologico della battaglia di Leuttra (371 a.C.), meritò alla battaglia il suo teatrale nome.

## Antefatto
Nel 369 a.C., mentre Sparta cercava di riprendersi dallo shock psicologico della battaglia di Leuttra (371 a.C.) nella quale la falange obliqua del beotarca Epaminonda (418–362 a.C.) aveva distrutto il mito della loro invincibilità sul campo di battaglia e posto fine alla loro egemonia sull'Ellade, il resto dell'Antica Grecia fu attaccato da Tebe, che si vedeva come la prossima grande potenza. Alleatisi con Atene, loro tradizionale nemico, gli Spartani dibattevano con il loro alleato su come sconfiggere il comune nemico tebano. Allo stesso tempo, Tebe era alleata con gli Arcadi e gli Argivi, dando loro risorse nel Peloponneso che avrebbero potuto minacciare il tradizionale dominio terriero Sparta. I piani tebani furono però vanificati dall'ascesa dello stratego Licomede di Arcadia († 366 a.C.) che convinse le piccole poleis dell'Arcadia (Alea, Cineta, Mantinea, ecc.) ad unirsi con Argo nella Lega arcadica (in greco antico: Κοινὸν τῶν ʼΑρκάδων?, Koinon ton Arkadon), svincolandosi tanto dai vecchi padroni spartani quanto dai nuovi arrivati tebani.
Nel frattempo, il tiranno di Siracusa, Dionisio I (r. 405–367 a.C.), pur impegnato nella Seconda guerra greco-punica (410–340 a.C.), inviò una forza armata in aiuto di Sparta, con cui era in buoni rapporti dai tempi dell'Assedio di Mozia (398–397 a.C.), al comando dello stratego Cisside, che andava a sommarsi ad un invio di truppe (fondamentalmente Celtiberi ed un piccolo corpo di Celti) dell'anno precedente. Gli Ateniesi volevano che venissero usati contro la Tessaglia ma gli Spartani sostennero con successo che erano necessari nella madrepatria lacedemone, la Laconia, per combattere gli Arcadi.
Il re di Sparta, Agesilao II (r. 400–360 a.C.), mandò pertanto il contingente siracusano in supporto di suo figlio Archidamo che muoveva guerra agli Arcadi nel nord della Laconia.

## La battaglia

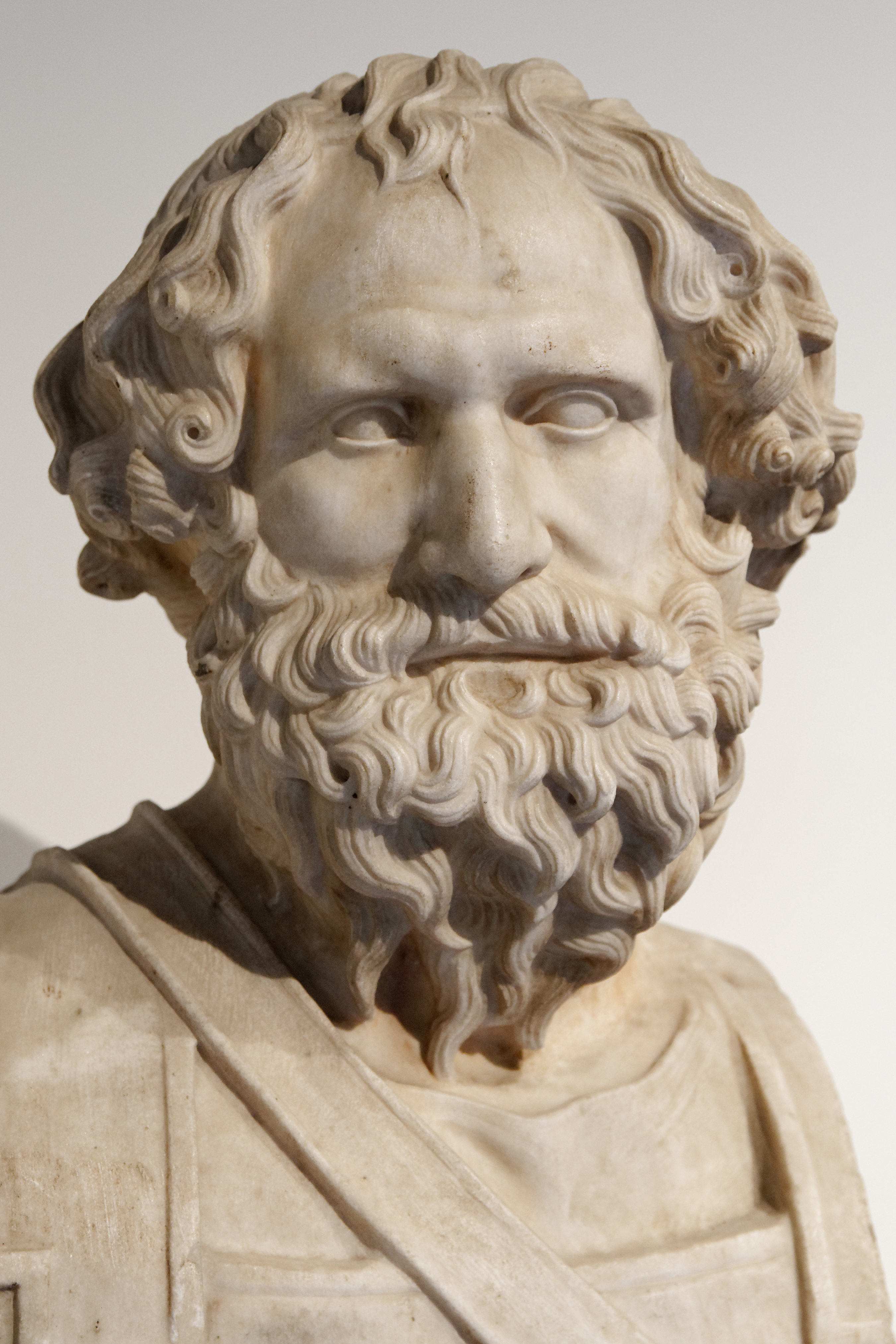
Busto di Archidamo III, già attribuito ad Archimede (Museo archeologico nazionale di Napoli).

Archidamo e Cisside attaccarono anzitutto la polis lacedemone di Cariae, conquistandola e passandone a fil di spada gli abitanti, poi entrarono in Arcadia, nelle terre della polis di Parrasia, principiando a devastarne il contado come prassi nelle guerre dell'epoca. Quando gli Arcadi e gli Argivi giunsero con i soccorsi, lo Spartano si ritirò e s'accampò sulle colline sopra Medea. Cisside comunicò allora ad Archidamo che la durata della missione siracusana volgeva al termine e si mise in cammino per tornare a Sparta e, da lì, alla Sicilia. Mentre Cisside marciava verso sud, i Messeni lo bloccarono, così mandò messi ad Archidamo a chiedere aiuto. Quindi, mentre l'esercito spartano stava marciando per unirsi a lui, fu tagliato fuori dagli Arcadi e dagli Argivi, che si erano intromessi tra i due alleati.
Come di consueto negli scontri oplitici, Archidamo scelse di ingaggiare battaglia su di un terreno pianeggiante, nel punto in cui, stando al racconto di Senofonte, convergevano le strade per Eutresia e Medea.
La narrazione delle Elleniche, certamente in ragione dell'importantissimo ruolo che la successiva vittoria ebbe nel ricostruire il morale degli Spartiati afflitto dallo smacco di Leuttra, abbonda di presagi favorevoli: l'ispirato discorso di Archidamo a suoi uomini («ora smetteremo di chinare il capo per la vergogna davanti ai nostri figli e mogli, ai nostri vecchi e ai nostri amici stranieri, alla vista dei quali nei giorni antichi splendevamo più di tutti gli altri Elleni.»), seguito da tuoni e fulmini, intesi dal narratore come segno del favore divino; la presenza di una statua di Eracle, nume tutelare di Archidamo e di Sparta in generale, presso il campo di battaglia, ecc.
La battaglia in sé si risolse in pochi minuti. La falange spartana caricò il nemico che, dopo un rapido scambio di colpi (nelle parole di Senofonte «solo pochi nemici si preoccuparono di aspettarli sulla punta della lancia e furono uccisi»), ruppe i ranghi e, cosa già avvenuta negli scontri tra opliti, spesso interrotti dalla paura che spingeva uno dei due schieramenti alla ritirata, si diede alla fuga, inseguito dalla cavalleria spartana e dai summenzionati mercenari celti che li massacrarono.
Archidamo, a questo punto, mentre celebrava la vittoria facendo erigere un trofeo sul sito dello scontro, inviò l'araldo Demotele a Sparta, per riferire al Re ed agli Efori della sfolgorante vittoria e del fatto che non uno spartano era caduto laddove invece le vittime mietute tra i nemici erano state numerose. Come anticipato, nel generale contesto di crisi politica ed anche emotiva in cui versava Sparta dopo la sconfitta inferta ai Lacedemoni da Epaminonda a Leuttra, l'esito di quella che passò alla storia come la "battaglia senza lacrime" fu di commosso giubilo:
(Senofonte, Elleniche, VII, 1, 32, 2)

### Fonti
- (GRC) Diodoro Siculo, Bibliotheca historica, I secolo a.C..
- (GRC) Plutarco, Vite parallele, fine I-inizio II secolo.
- (GRC) Senofonte, Elleniche, post-361 a.C..

### Studi
- (EN) Paul Cartledge, Agesilaos and the Crisis of Sparta, Baltimore, Johns Hopkins University Press, 1987.
- (EN) Paul Cartledge, The Reduction of Lakonia, in Sparta and Lakonia, Routledge, 1979, ISBN 978-0-7100-0377-5.
- (EN) Charles D. Hamilton, Agesilaus and the Failure of Spartan Hegemony, Cornell University Press, 1991.
- Victor Davis Hanson, Una guerra diversa da tutte le altre. Come Atene e Sparta combattevano nel Peloponneso, traduzione di Roberto Merlini, Mondadori, 2018  [2005], ISBN 9788852086694.
- Victor Davis Hanson, L'arte occidentale della guerra : descrizione di una battaglia nella Grecia Classica, traduzione di Davide Panzeri, introduzione di John Keegan, Mondadori, 1990  [1989].
- (EN) Victor Davis Hanson, Warfare and Agriculture in Classical Greece, Biblioteca di Studi Antichi, vol. 40, Berkeley, CA, University of California Press, 1998  [1984], ISBN 0-520-21025-5.
- (EN) Victor Davis Hanson, The Other Greeks: The family farm and the agrarian roots of western civilization, Berkeley, CA, University of California Press, 1995, ISBN 0-520-20935-4.
- Nicholas Sekunda, Opliti, guerrieri da leggenda, illustrazioni di Adam Hook, Osprey Publishing, 2011  [2000].
- Nicholas Sekunda, Guerrieri spartani, illustrazioni di Richard Hook, Osprey Publishing, 2010  [1998].